# Atlantisch orkaanseizoen 1976
Het Atlantisch orkaanseizoen 1976 duurt van 1 juni 1976 tot 30 november 1976. Tropische cyclonen die buiten deze seizoensgrenzen ontstaan, maar nog binnen het kalenderjaar 1976, worden ook nog tot dit seizoen gerekend.